# Руське Корино
Ру́ське Ко́рино (рос. Русское Корино, ерз. Русское Корино) — село у складі Єльниківського району Мордовії, Росія. Входить до складу Великомордовсько-Пошатського сільського поселення.
Населення — 77 осіб (2010; 119 у 2002).
Національний склад (станом на 2002 рік):
- росіяни — 66 %
- мордва — 34 %